# Post Gazetesi İsviçre
Post Gazetesi İsviçre ist eine kostenlose türkische Monatszeitung, die seit November 2002 in der Schweiz erscheint. Sie wird direkt an die türkischen Haushalte per Post zugestellt. Mit einer monatlichen Auflage von 20.000 Exemplaren ist die Post die auflagenstärkste türkische Zeitung in der Schweiz.

## Inhalt
Die Post Gazetesi ist die erste Schweiz-Türkische Zeitung, die sich gezielt mit dem medialen Leseverhalten der Zielgruppe auseinandersetzt. Das zielgruppengerechte Informationsangebot führt zu einer intensiven Nutzung der Post. Damit befriedigt die Post nicht nur das Bedürfnis nach dem allgemein „Türkischen“, sondern wird auch als Informationsmedium genutzt.
Die Post Gazetesi İsviçre bietet ihren Lesern:
- Schweiz-Türkische Inhalte aus der Region
- Nationales und Internationales
- Politik, Wirtschaft, Sport, Soziales, Kultur und Unterhaltung Informationen aus der Politik
- Lebenshilfe wie z. B. Berufsausbildung, Weiterbildung, Sprachunterricht, Spracherweiterung
- Freizeitgestaltung und soziale Aufklärung

## Auflage
Während die Verkaufszahlen Schweizer und türkischer Zeitungen zurückgehen, konnte die Post Gazetesi İsviçre ihre Auflagenzahl halten. Dies verdankt die Post Gazetesi ihrem deutschtürkischen Angebot und der Gratiszusendung an die türkischen Haushalte.

## Online
Im Internet ist Post Gazetesi İsviçre unter postgazetesi.ch präsent. Neben der „traditionellen“ Web-Präsenz ist Post Gazetesi İsviçre auch als Applikation für iOS und Android kostenlos herunterladbar.